# ГЕС Оттенсхайм-Вильгеринг
ГЕС Оттенсхайм-Вильгеринг — гідроелектростанція на річці Дунай у провінції Верхня Австрія. Розташована між іншими ГЕС дунайського каскаду — Ашах (вище за течіэю) та Абвінден-Астен.
Будівництво електростанції розпочалось у 1970-му та завершилось в 1975-му. При цьому річку перекрили водопропускною греблею висотою 31 метр та довжиною 408 метрів. Біля лівого берега в ній обладнано два типові для ГЕС дунайського каскаду судноплавні шлюзи з довжиною та шириною шлюзової камери 230 і 24 метри відповідно, біля правого — машинний зал. У центральній частині греблі розміщено шість водопропускних шлюзів.
Основне обладнання станції становлять дев'ять турбін типу Каплан загальною потужністю 179 МВт. При напорі у 11 метрів вони забезпечують річне виробництво на рівні приблизно 1,15 млрд кВт·год.
Станція обладнана спеціальним каналом для пропуску риби, який станом на середину 2010-х років був найбільшим у Європі.